# Beschorneria albiflora
Beschorneria albiflora är en sparrisväxtart som beskrevs av Eizi Matuda. Beschorneria albiflora ingår i släktet Beschorneria och familjen sparrisväxter. Inga underarter finns listade i Catalogue of Life.

## Bildgalleri

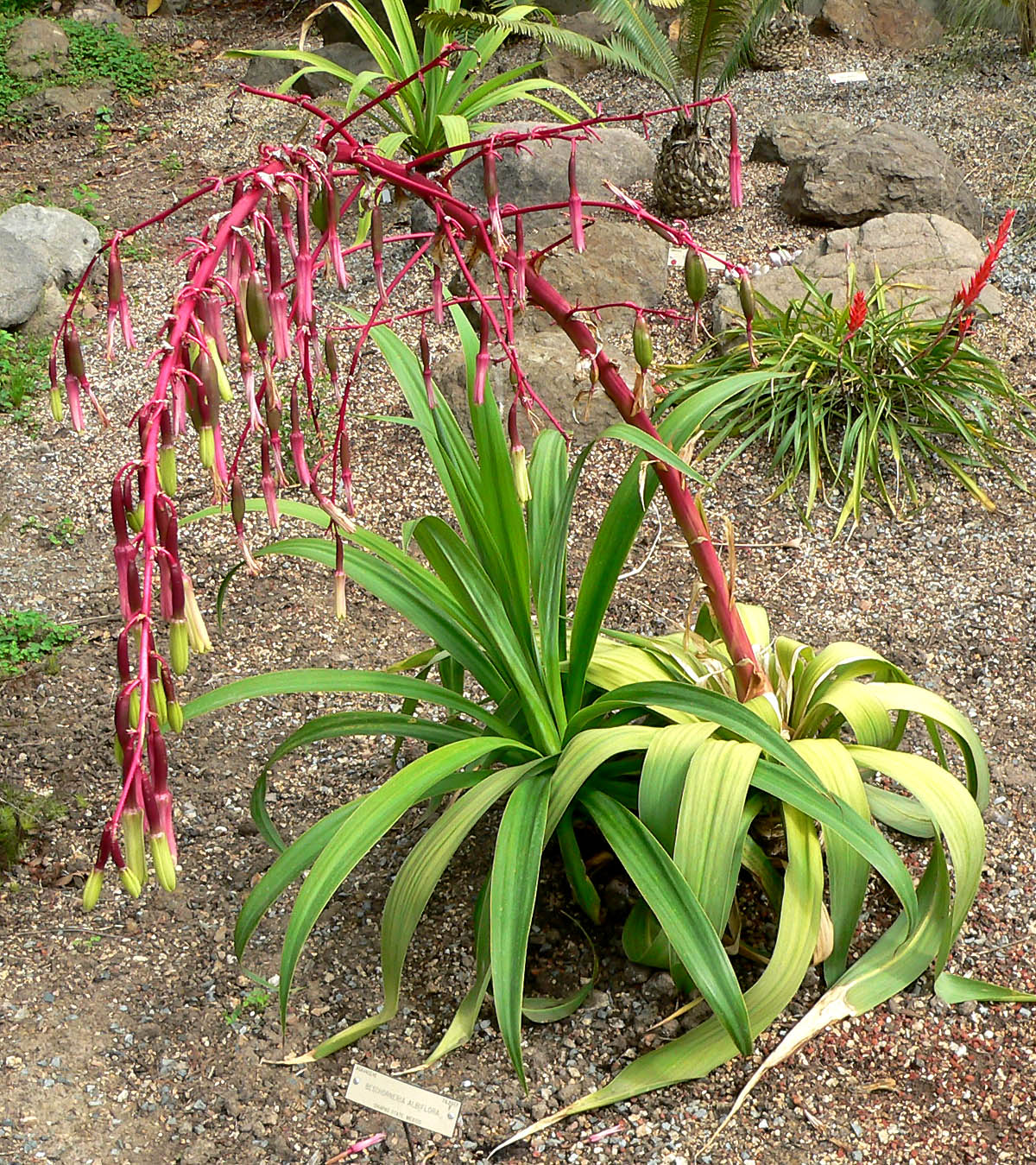
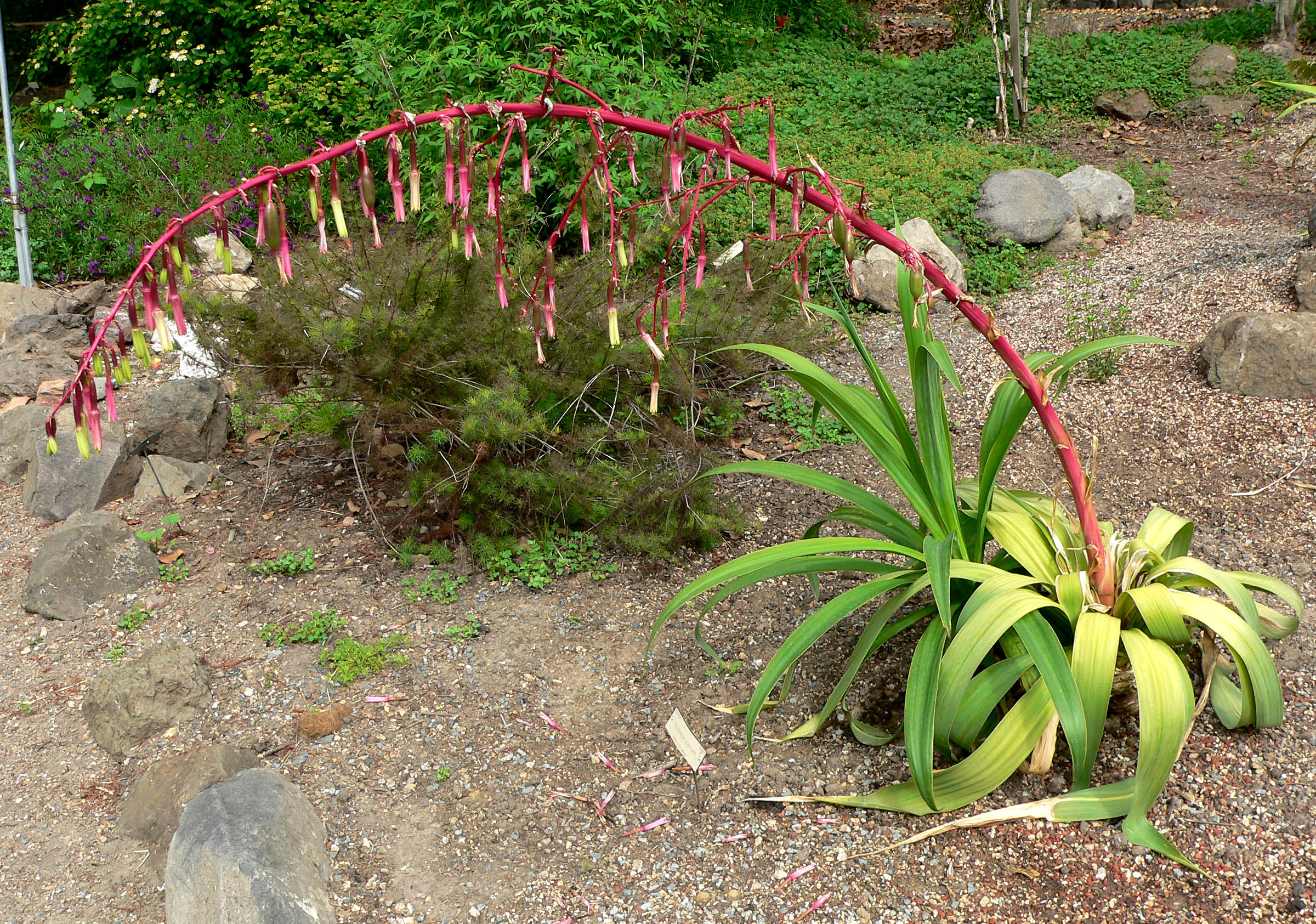
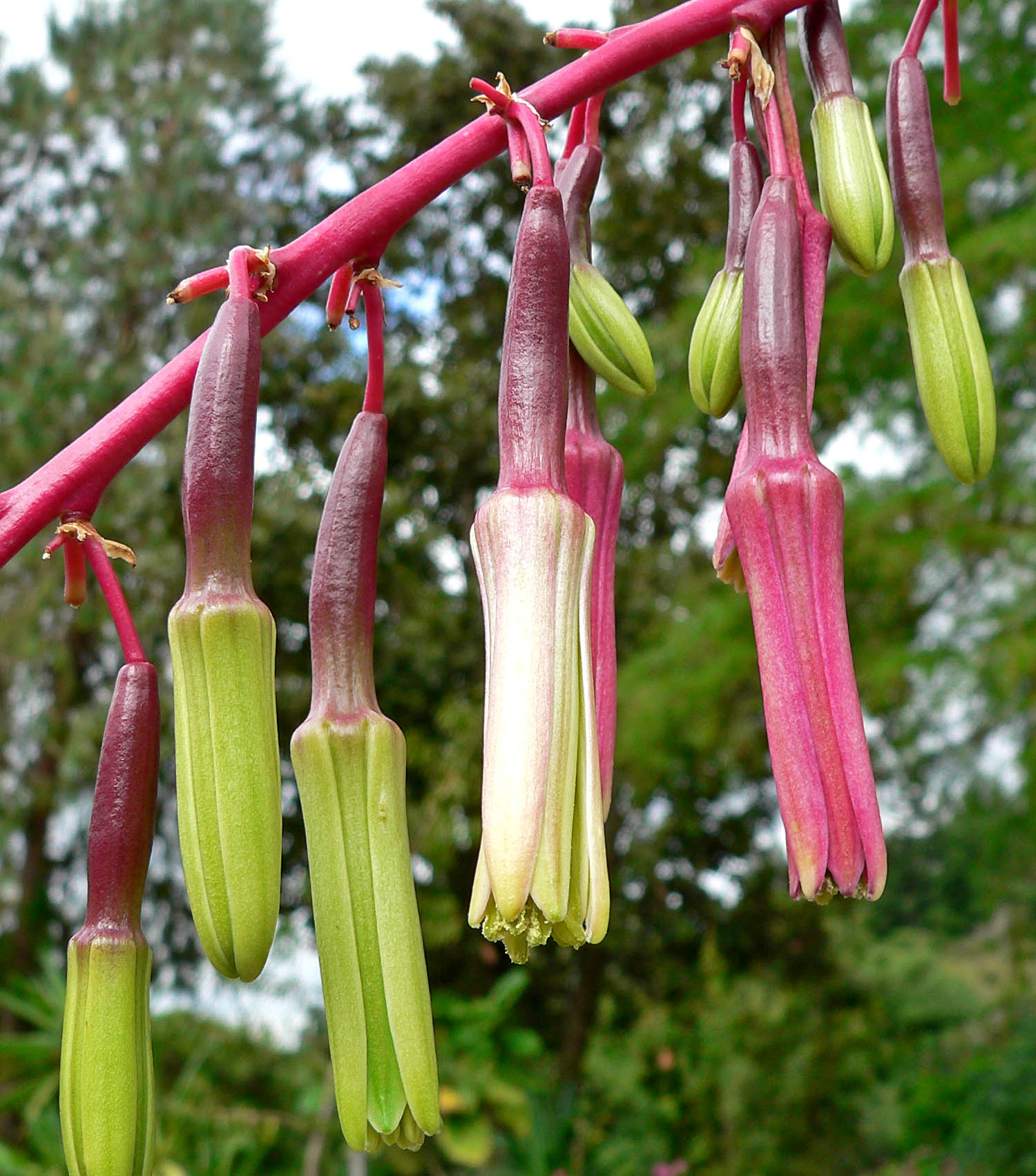
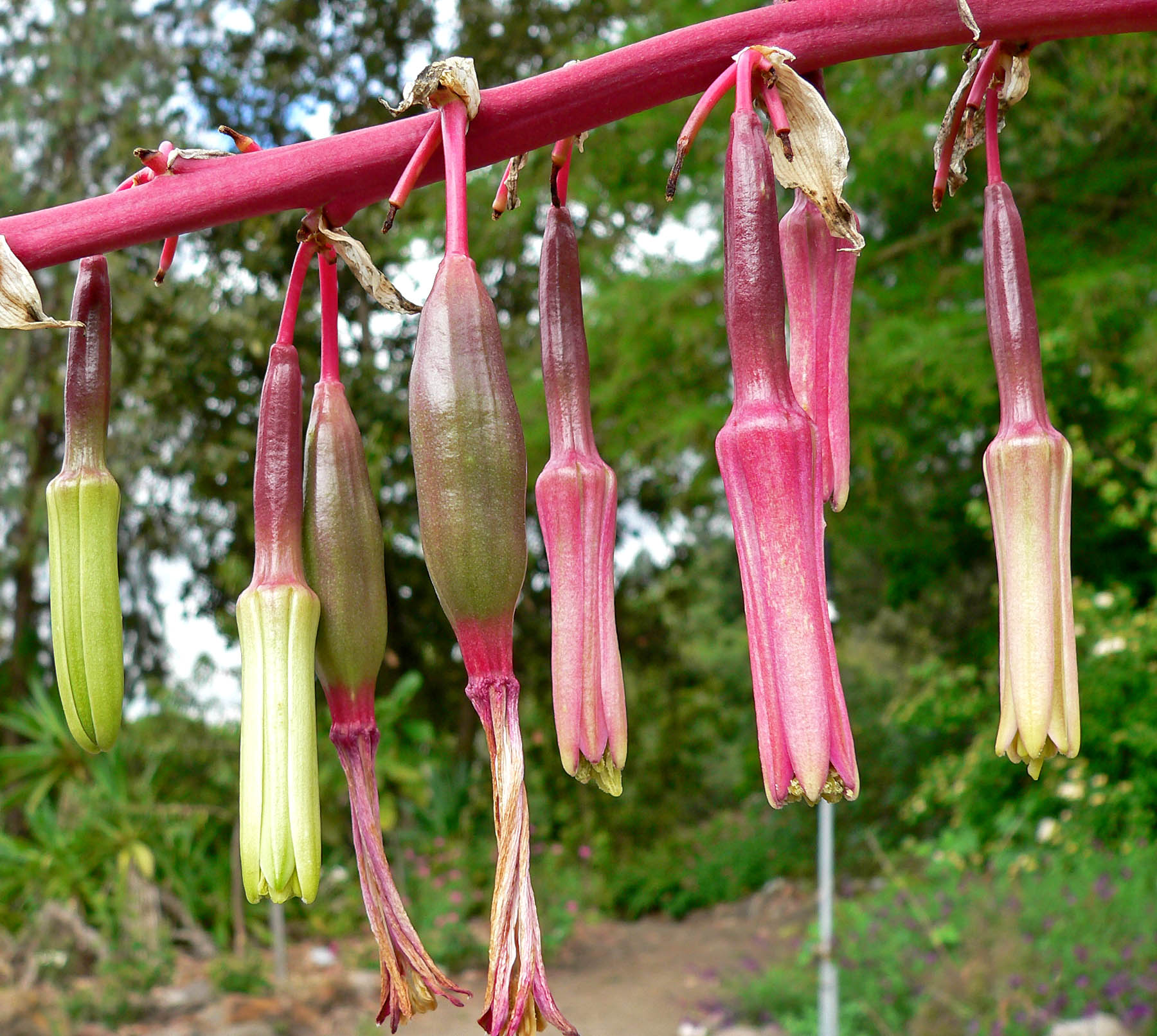
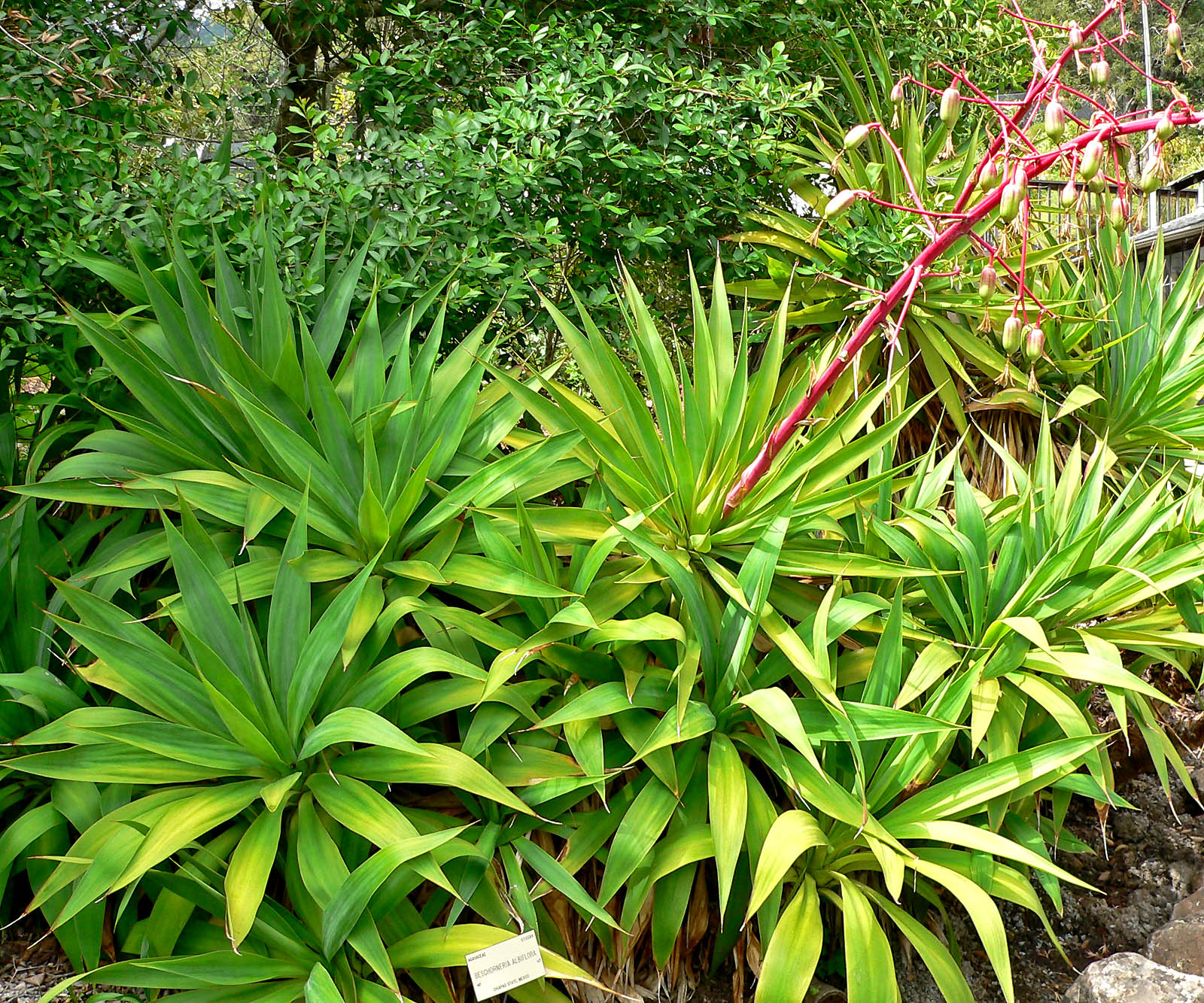
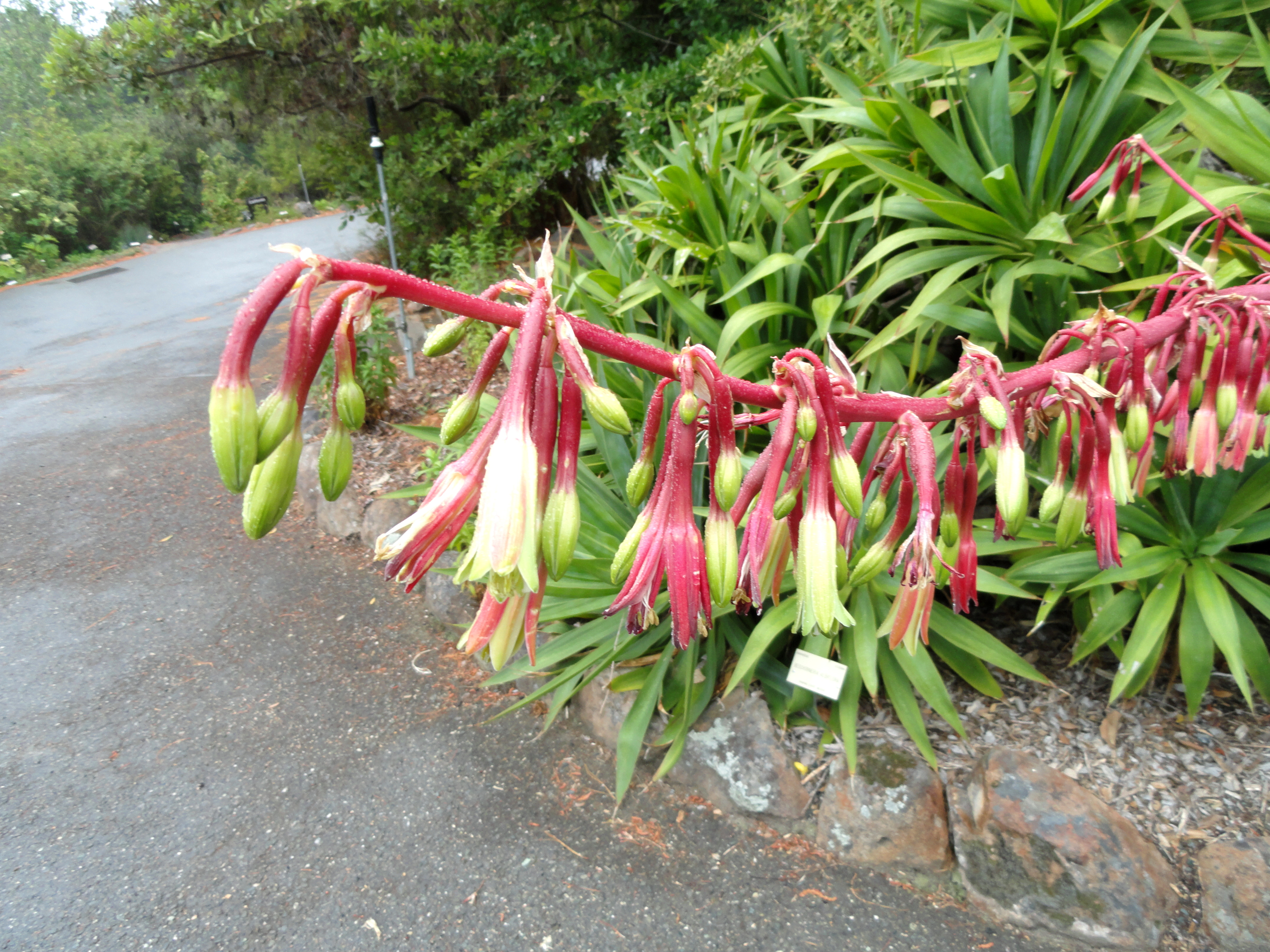